# Migré
Migré ist eine französische Gemeinde mit 354 Einwohnern (Stand: 1. Januar 2022) im Département Charente-Maritime in der Region Nouvelle-Aquitaine (vor 2016: Poitou-Charentes); sie gehört zum Arrondissement Saint-Jean-d’Angély und zum Kanton Saint-Jean-d’Angély. Die Einwohner werden Migréens und Migréennes genannt.

## Geographie
Migré liegt etwa 50 Kilometer ostsüdöstlich von La Rochelle in der Saintonge am Trézence. Umgeben wird Migré von den Nachbargemeinden Dœuil-sur-le-Mignon im Norden, Villeneuve-la-Comtesse im Nordosten, Vergné im Osten, Lozay im Südosten und Süden, Courant im Süden und Südwesten, Bernay-Saint-Martin im Südwesten und Westen sowie Saint-Félix im Westen und Nordwesten.

## Bevölkerungsentwicklung
| Jahr                       | 1962 | 1968 | 1975 | 1982 | 1990 | 1999 | 2006 | 2019 |
| Einwohner                  | 479  | 480  | 406  | 338  | 329  | 320  | 333  | 344  |
| Quellen: Cassini und INSEE |      |      |      |      |      |      |      |      |

## Sehenswürdigkeiten
- Kirche Saint-Benoît aus dem 12. Jahrhundert, Umbauten aus dem 14. Jahrhundert, Glockenturm von 1862
- Portal des früheren Schlosses von Migré, heute ins Rathaus integriert
- Wassermühle

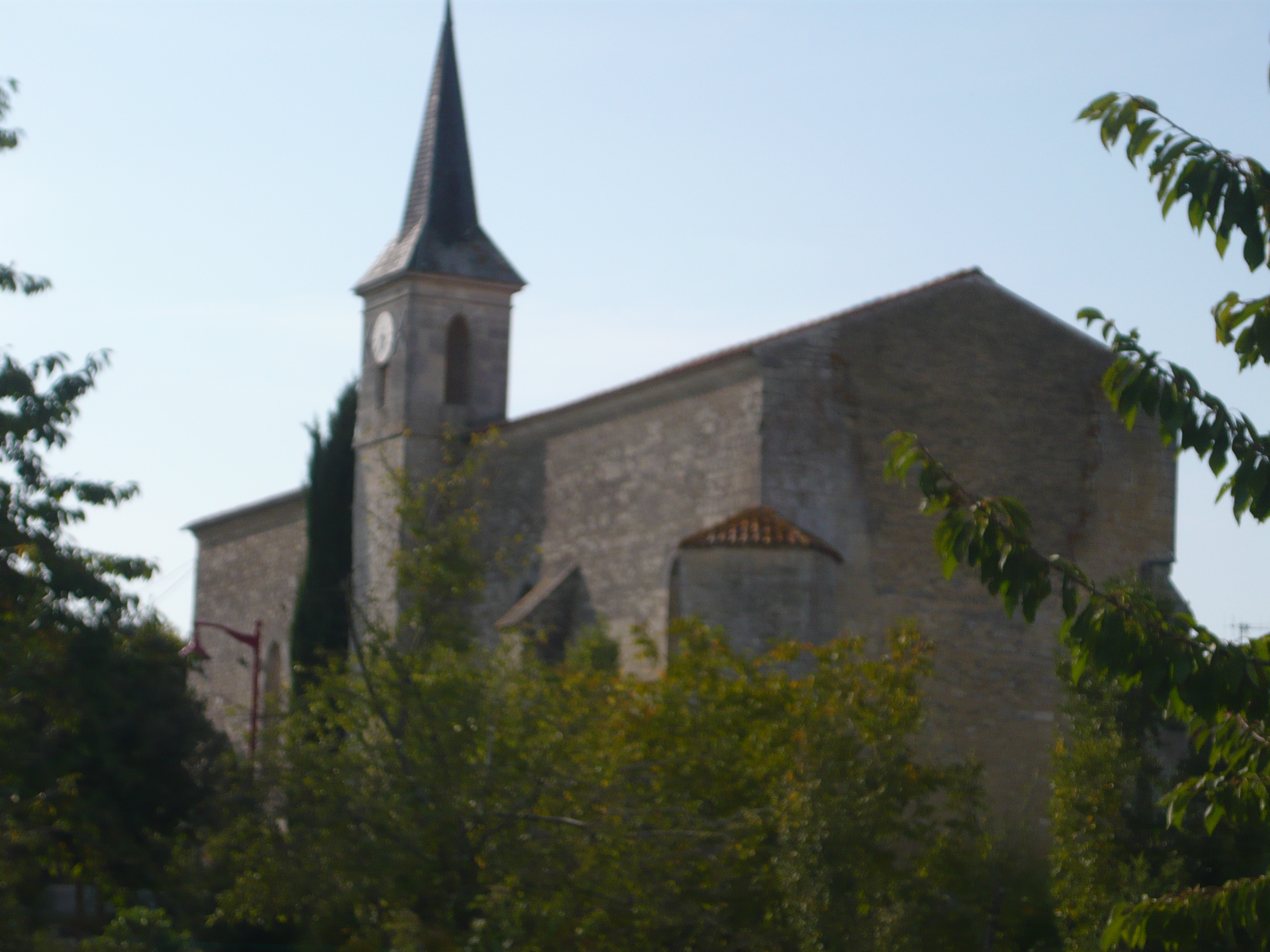
Kirche Saint-Benoît
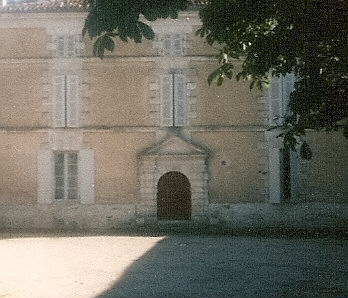
Portal des früheren Schlosses